# Penilpidia ludwigi
Penilpidia ludwigi is een zeekomkommer uit de familie Elpidiidae.
De wetenschappelijke naam van de soort werd in 1893 gepubliceerd door Emil von Marenzeller.